# Batalha de Quirina
A Batalha de Quirina (Kirina) foi um confronto ocorrido em 1235 entre o rei dos sossos, Sumanguru Cante e o príncipe mandinga Sundiata Queita. As forças de Sundiata derrotaram completamente as de Sumanguru, garantindo a preeminência da nova potência da África Ocidental, o Império do Mali.